# Winnetou und das Halbblut Apanatschi
Winnetou und das Halbblut Apanatschi ist ein Western aus dem Jahr 1966. Die Produktion aus der Reihe der deutschen Karl-May-Filme entstand unter der Regie von Harald Philipp. In den Hauptrollen sind Lex Barker, Pierre Brice, Götz George und Uschi Glas zu sehen.

## Handlung
Winnetou rettet dem kleinen Happy das Leben, nachdem dieser in einen Adlerhorst geklettert ist, um für den Geburtstag seiner Schwester Apanatschi eine Adlerfeder zu besorgen, und dabei vom Adler angegriffen wird. Apanatschi ist die Tochter des Farmers Mac Haller und der Apachen-Indianerin Mine-yota, sie ist ein Halbblut. Dieses ist jedoch für den ungestümen Jeff Brown kein Hindernis, er will sie heiraten.
Mac Haller führt Winnetou und Apanatschi zu einer Goldader und schenkt ihr diese zum Geburtstag. Apanatschi ist jedoch nicht sonderlich begeistert, denn sie meint, dass das Gold nur Unglück bringen wird. Und tatsächlich, die beiden Pelzjäger Pincky und Sloan erfahren von der Goldquelle, und obwohl Mac Haller ihnen den Fundort verraten will, kommt es zu einem Schusswechsel, als Jeff zu ihnen stößt, und Mac Haller wird tödlich getroffen. Apanatschi und Happy entkommen nur, weil Old Shatterhand rechtzeitig eingreifen kann. Die beiden werden zu ihrer Sicherheit in das  Eisenbahnercamp der Trans Continental Rail Road gebracht, und Old Shatterhand reitet weiter nach Rocky Town, wo Banditen unter der Führung von Curly Bill ihr Unwesen treiben.
Curly Bill hat von Pincky und Sloan erfahren, dass Apanatschi die Lage des Goldes kennt, und lässt seine Banditen das Eisenbahnerlager überfallen. Sie entführen Apanatschi und Happy in ihre Zuflucht, einen heruntergekommenen Saloon. Jeff gelingt es, sich als Zauberkünstler einzuschleichen und das Vertrauen der Banditen zu erlangen. Durch einen Trick gelangt er an den Schlüssel zum Keller, in dem Apanatschi und Happy festsitzen, und mit Hilfe der Wirtin Bessy können sie durch einen Stollen entfliehen. Apanatschi soll nun bei den Kiowa-Indianern in Sicherheit gebracht werden.
Old Shatterhand hat inzwischen die Bahnarbeiter mobilisiert, und gemeinsam mit Winnetou greifen sie die Banditen in ihrem Saloon in Rocky Town an. Einem Teil gelingt jedoch die Flucht.
Curly Bill will Apanatschi erneut entführen, doch er kann nur Happy erwischen. Winnetou reitet unbewaffnet zu den Banditen und führt sie zum Gold. Curly Bill lässt daraufhin Winnetou und Happy gehen, was seinem Unterführer Judge missfällt. Er erschießt seinen Boss und macht sich zum neuen Anführer.
Die Banditen beladen ihre Pferde mit allem erreichbaren Gold und machen sich auf den Rückweg nach Rocky Town, wo sie allerdings von Old Shatterhand und den Bahnarbeitern erwartet werden. Diese haben im Stollen unter der Stadt Dynamit platziert und sprengen ihn, als die Banditen dort das Gold deponieren wollen. Auf seiner Flucht wird Judge von einer Lokomotive überrollt und der Rest der Bande von den Kiowas getötet. Apanatschi schenkt den Siedlern das Gold zum Wiederaufbau von Rocky Town.

## Produktion
Dies ist eine völlig frei erfundene Geschichte, die mit Karl May nur den Namen der Hauptfiguren gemeinsam hat. Sie sollte ursprünglich den Roman Halbblut zum Inhalt haben, wurde dann aber völlig umgeschrieben. 
Als Regisseur war Paul May vorgesehen, da Harald Reinl mit Artur Brauners Nibelungen ausgelastet war und Alfred Vohrer mit Old Surehand 1. Teil die Erwartungen nicht voll erfüllt hatte. Die Dreharbeiten begannen am 4. April 1966 bei Omiš. Die einsame Mac-Haller-Farm wurde von Vladimir Tadej am jenseitigen Ufer der Cetina aufgebaut und war nur mit Schlauchbooten zu erreichen. Nach einer Woche wurde May wegen seines ungeeigneten Inszenierungsstils von Horst Wendlandt entlassen und durch Harald Philipp ersetzt. Dabei wurde beschlossen, dass sämtliche Szenen neu gedreht werden sollten. 
Mitte April zog das Team in die Hotelsiedlung Crvena Luka südlich von Zadar. Bei der Siedlung Rastevic nahe Benkovac befand sich das Eisenbahnercamp Rocky Ground und in Sichtweite davon die Stadt Rocky Town. Die Bahnstrecke mit dem kleinen Canyon einschließlich der Lokomotive war bereits in Old Surehand 1. Teil verwendet worden. Mehrere Aufnahmen entstanden am Prezed-Pass zwischen Obrovac und Plitvice, wo sich der Finger Manitous mit der Goldader befand und Mac Haller ermordet wurde. Die Adlerszenen am Beginn des Films entstanden am Mali Alan bei Obrovac. Hauptdarsteller dieser Szenen war der 32-jährige Steinadler Peter von der Adlerwarte Berlebeck, der bereits in den Filmen Der Adler vom Velsatal und Der Cornet – Die Weise von Liebe und Tod mitgewirkt hatte. Die Flugszenen am Felsen entstanden jedoch am Tricktisch.
Da Harald Philipp den Bandenchef Curly Bill falsch besetzt sah, ließ er ihn kurzerhand von dessen eigenen Leuten vorzeitig erschießen, gab damit aber die obligatorische, dramaturgisch wichtige Endabrechnung mit dem Oberschurken preis.
Als am 6. Mai bei Crvena Luka in der Kulissenstadt Rocky Town Explosionen gedreht wurden, brach ein Feuer aus und zerstörte einen großen Teil der Gebäude, darunter auch den Saloon. Der Verlust an Requisiten, Material und Werkzeug durch diesen Brand betrug 15.545,60 DM. Der Wiederaufbau kostete 33.169,20 DM. In der Zwischenzeit wurden unter anderem die Szenen an der Mac-Haller-Farm wiederholt, an der nur wenige Teile instand gesetzt werden mussten. Weitere Aufnahmen entstanden im Behelfsatelier von Bibinje. Am 22. Mai kehrte die Crew nach Crvena Luka zurück und drehte die letzten Szenen in dem neu entstandenen Rocky Town. Nach drei Tagen Aufnahmen in den Berliner CCC-Studios konnten die Dreharbeiten am 8. Juni abgeschlossen werden. Die Gesamtkosten des Films lagen bei knapp vier Millionen Mark.
Der Film ist die erste Hauptrolle für Jungstar Uschi Glas als Apanatschi, die im Vorspann noch als Ursula Glas angekündigt wird. Erst seit ihrem Nachfolgefilm Der Mönch mit der Peitsche verwendete sie die Koseform „Uschi“ als Künstlernamen. In ihrer Kindheit war sie oft als „Negerlein“ bezeichnet worden, nun verhalf ihr die dunkle Hautfarbe zu ihrer Rolle als „Halbblut“. Allerdings ist ihre eigene Stimme im Film nicht zu hören. Angeblich wäre sie als Halbindianerin mit bairischem Akzent nicht glaubwürdig gewesen und wurde deshalb von Marion Hartmann nachsynchronisiert. Im Juni 2016 stellte Uschi Glas allerdings in der Rundfunksendung Die blaue Couch auf Bayern 1 richtig, dies sei nur ein Gerücht; sie sei einfach mitsynchronisiert worden, da man sich so ihre Anreisekosten ins Studio gespart habe.
Die Uraufführung war am 17. August 1966 im Mathäser-Filmpalast in München. Der Film war ursprünglich ab 12 Jahren freigegeben. Direkt nach der Uraufführung wurde er um 9 Minuten gekürzt, um die Freigabe ab 6 Jahren zu erreichen. Danach wurde von der Constantin-Film nur diese Version an die Kinos verliehen. Im Fernsehen wurde später die ursprüngliche Langfassung ausgestrahlt.
Dieser Film ist einer von drei Karl-May-Filmen, von denen View-Master-Scheiben mit dreidimensionalen Bildern in den Handel kamen. Winnetou und das Halbblut Apanatschi war der zweite Karl-May-Film der Rialto, der keine Goldene Leinwand mehr erhielt.

## Synchronisation
| Rolle       | Darsteller          | Synchronsprecher      |
| ----------- | ------------------- | --------------------- |
| Shatterhand | Lex Barker          | Gert Günther Hoffmann |
| Winnetou    | Pierre Brice        | Thomas Eckelmann      |
| Jeff        | Götz George         | Götz George           |
| Apanatschi  | Uschi Glas          | Marion Hartmann       |
| Mac Haller  | Walter Barnes       | Arnold Marquis        |
| Hawkens     | Ralf Wolter         | Ralf Wolter           |
| Judge       | Mihail Baloh        | Michael Cramer        |
| Mine-yota   | Marija Crnobori     | Inge Landgut          |
| Curly-Bill  | Ilija Djuvalekovski | Klaus W. Krause       |
| Happy       | Marinko Cosić       | Mathias Einert        |
| Sloan       | Petar Dobrić        | Jochen Brockmann      |
| Pincky      | Vladimir Leib       | Hans W. Hamacher      |
| Hank        | Abdurahman Šalja    | Gerd Martienzen       |
| Bessie      | Nada Kasapić        | Agi Prandhoff         |

## Kritik
„Die hübsche Ursula Glas, von der Schreibmaschine vor die Kamera geholt, absolviert ihre Rolle mit sympathischer Frische. Sehr prägnant auch ihr Film-Zukünftiger Götz George, dessen Mimik ganze Dialoge ersetzen kann.“

„Man verläßt sich keineswegs auf die Wirkung der romanbekannten Figuren, Handlung und Text sind sorgfältig durchgearbeitet, es kommt zu keinen Sentimentalitäten und zu keinen Geschmacklosigkeiten. Es wurde auch diesmal an nichts gespart, und wenn gegen Schluß eine ganze Stadt durch Dynamit zerstört wird, dann fliegen die brennenden Balken nur so herum.“

„Harald Philipp, der bereits beim ÖLPRINZ wenig Gespür für den humanitären Geist Karl Mays gezeigt hat, glaubte wohl, das Abenteuer neben ein paar Zauberkunststückchen des Verlobten Apanatschis vor allem durch eine gehörige Portion Zynismus und Grausamkeit aufbessern zu müssen.“

„Gediegen gearbeiteter Karl-May-Western, der unter dem Vorbehalt grundsätzlicher Bedenken gegen die Gesamttendenz der Serie etwa ab 14 Jahren gesehen werden kann.“

„[…] recht matt und kraftlos.“

„Die Schwachpunkte der Geschichte versuchte Harald Philipp […] durch einen noch nie dagewesenen Einsatz an pyrotechnischen Effekten wettzumachen. So schmeißen die Helden Winnetou und Old Shatterhand in wilder Folge ganze Magazine von selbst gebastelten Handgranaten durch die Gegend, so dass man sich mehr an die Schlacht von Stalingrad als an den Wilden Westen erinnert fühlt.“

„Gefühlsbetont wie die Vorlage, aber werkwidrig brutal.“